# Tiarapsylla titschacki
Tiarapsylla titschacki är en loppart som beskrevs av Wagner 1937. Tiarapsylla titschacki ingår i släktet Tiarapsylla och familjen Stephanocircidae. Inga underarter finns listade i Catalogue of Life.